# Pumita
La piedra pómez o pumita (también llamada jal o liparita) es una roca ígnea volcánica vítrea, con densidad baja —flota en el agua— y muy porosa, de colores blanquecino, amarillento o agrisado. Cuando se refiere a la piedra pómez en lo que respecta a sus posibles aplicaciones industriales, también puede ser conocida como puzolana. En su formación, la lava proyectada al aire sufre una gran descompresión. Como consecuencia de la misma se produce una desgasificación quedando espacios vacíos separados por delgadas paredes de vidrio volcánico.
Es una roca efusiva joven, de terciaria a reciente, que contiene feldespato potásico, cuarzo y plagioclasa, una pasta de grano fino a vítreo en las que cristales de biotita forman fenocristales.
Las lluvias de piedra pómez son comunes en las erupciones de tipo vesubiano, donde llegan a sepultar grandes extensiones de terreno e incluso pueden romper tejados al acumularse en gran número sobre ellos.

## Usos

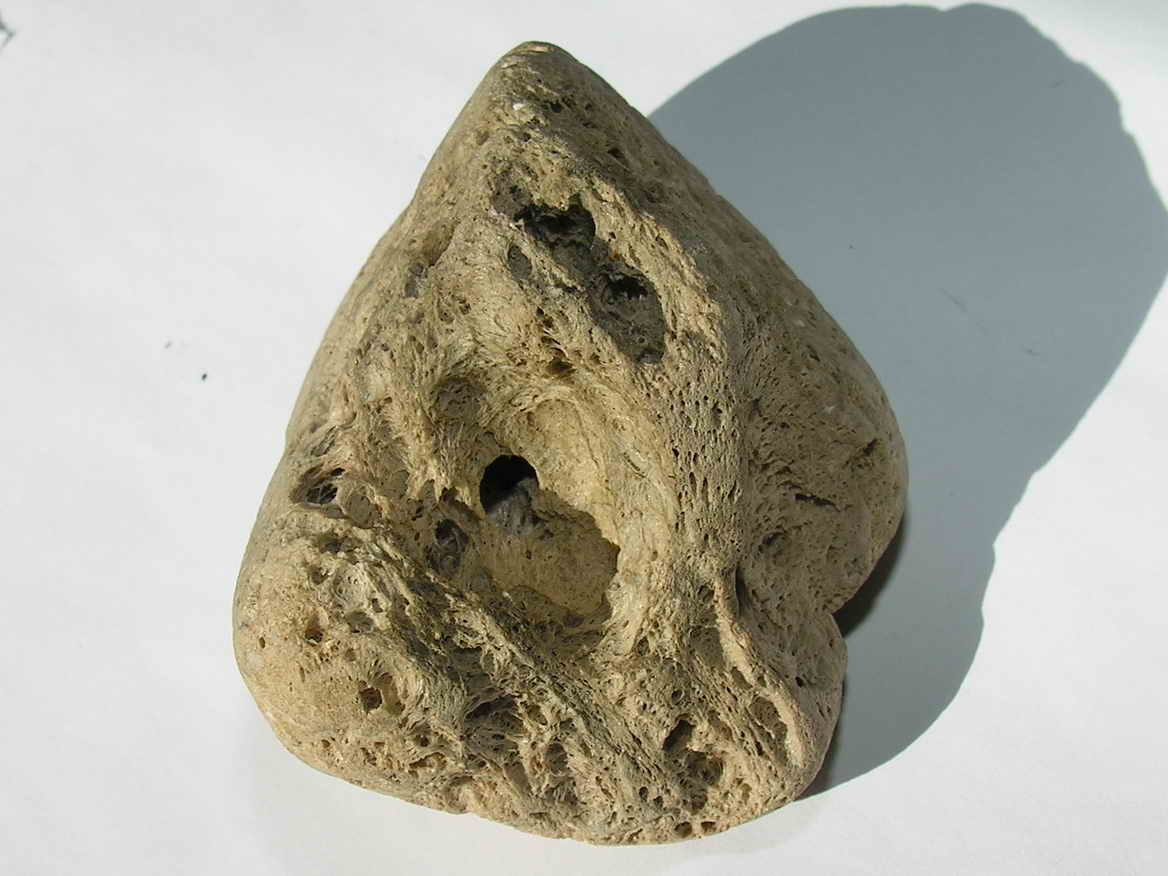
Ejemplo de pumita.

Las piedra pómez tiene usos variados. Se emplea como abrasivo, especialmente en limpiacristales, gomas de borrar, cosméticos exfoliantes, y la producción de vaqueros desgastados. Se utiliza a menudo en los salones de belleza durante procesos de pedicuría para quitar el exceso de piel de la parte inferior del pie, así también las durezas. Molida, se añade a algunos dentífricos y a productos para limpieza de manos (como el jabón lava), como un abrasivo leve.
En Chile, los artesanos producen y venden artesanías en piedra liparita o vulcanita, de las canteras próximas. Son tradicionales las reproducciones de la torre de la iglesia de Toconao, fabricadas en esa localidad, distante dos kilómetros de la cantera de piedra liparita junto a la Quebrada de Jerez.

### En la construcción
Triturada se puede utilizar para la fabricación de morteros u hormigones de áridos ligeros, destinados a mejorar las condiciones térmicas y acústicas.
Debido a su alta dureza se utiliza frecuentemente como abrasivo en los tratamientos superficiales de las rocas, apomazado.

### En la cosmética

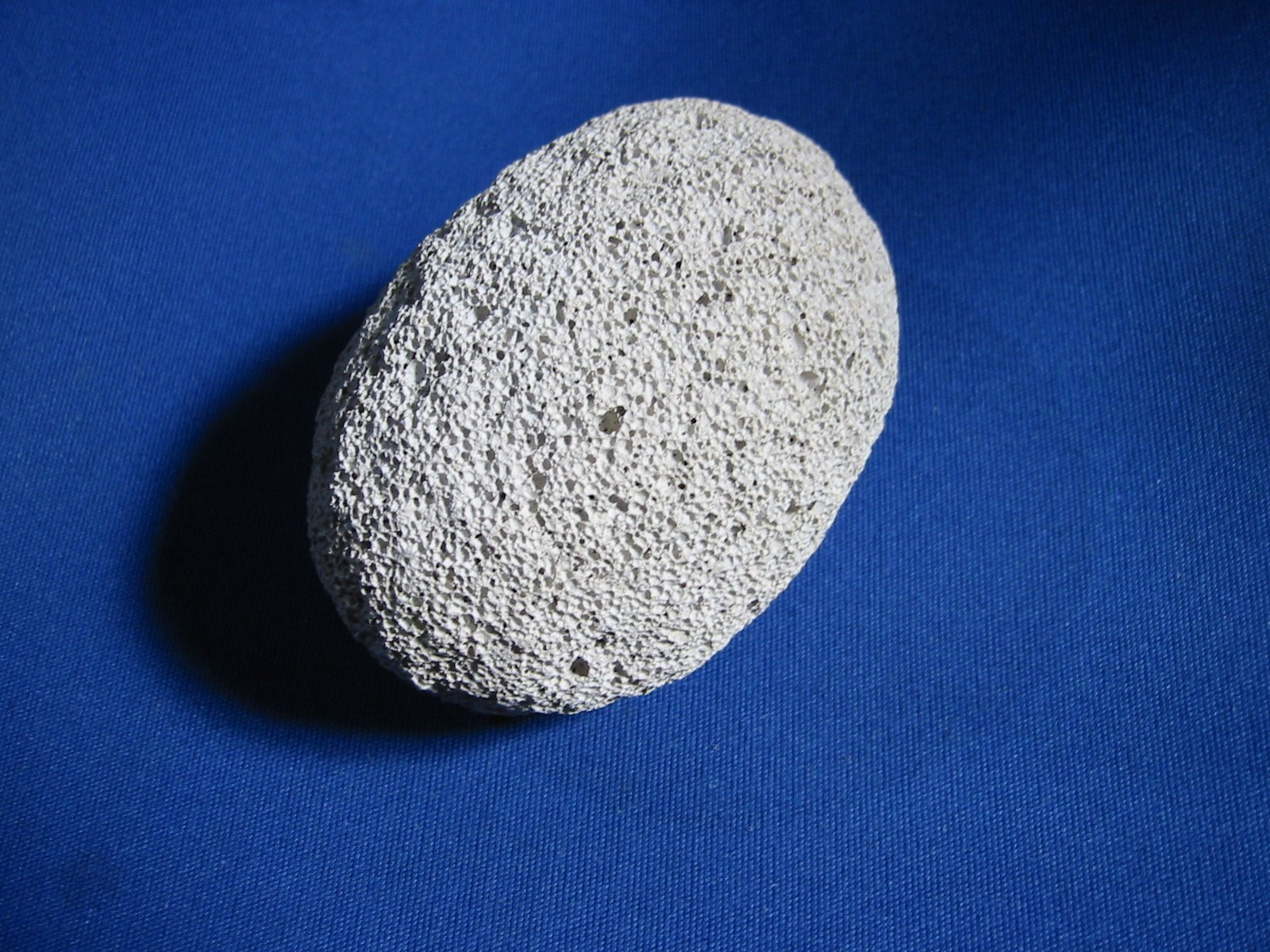
Piedra pómez, usada para retirar restos de piel.

Se utiliza para eliminar durezas sobre las plantas de los pies y codos, pero no es un elemento que se pueda utilizar en el resto del cuerpo ya que puede lastimar e irritar. Se recomienda utilizarla cada 7 o 10 días y así mejorar el estado de la piel. Se usa con la piel mojada y, si es posible, tras haber sumergido un rato la zona en tratamiento, para que así la piel esté más blanda. Después de su uso es conveniente usar una crema hidratante.

### En la carpintería
Se utiliza en polvo (granulado fino) para tapar los poros de la madera cuando se lustra con goma laca a muñeca, quedando así un lustre de alto brillo. Se lo usa además para dar color a los muebles.

## Localización geográfica

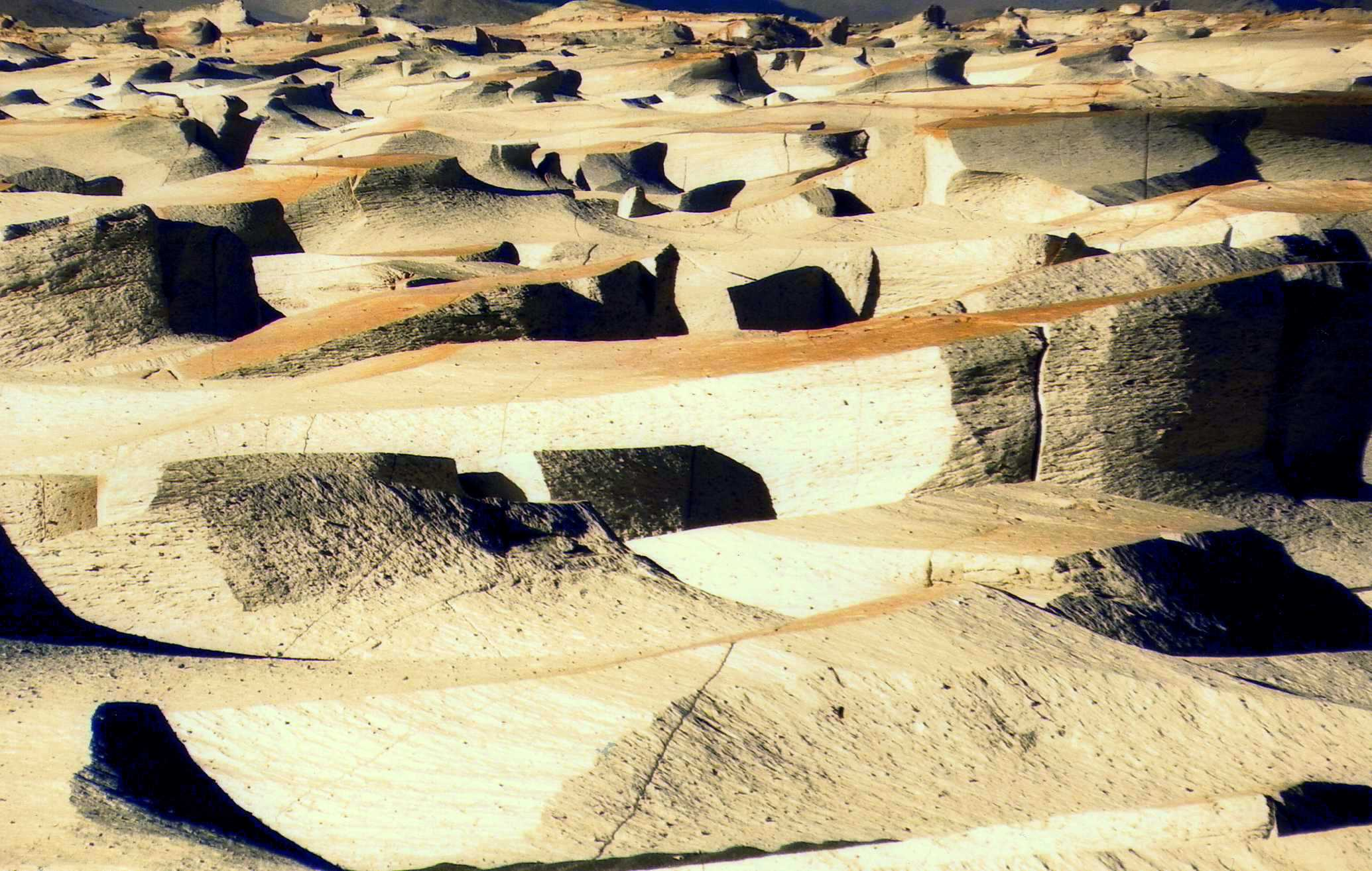
Campo de piedra pómez en Catamarca, Argentina.

Se puede encontrar en la zona de Pozzuoli en la península itálica en Italia, tierra de lagos y volcanes a 6 u 8 metros bajo tierra, y en algunos lugares de México como la carretera nueva a León, en Jalisco y en las canteras de arena en las inmediaciones de Guadalajara, también en el Cerro de la Cruz de Tepic o el Campo de Piedra Pómez, en la provincia argentina de Catamarca.